# Σ配合物

雙氫配合物 ([HFe(H_{2})(dppe)_{2}]^{+}) 就是一種σ配合物

σ配合物（Sigma Complexes）是有一個或多個配位基用σ鍵與金屬鍵結的配合物。像雙氫配合物就是這類的配合物。過渡金屬矽烷配合物多半會是穩定的σ配合物。有些σ配合物中會有抓氢键，也就是C-H的σ鍵擔任donor配体。有時甚至連C-C鍵都會是σ鍵配體。σ配合物很容易分解，但在其化學機制上有很大的意義。σ配合物代表中心金屬原子和飽和底物的初始反應。一般認為在完全氧化加成之前的中間體即為σ配合物

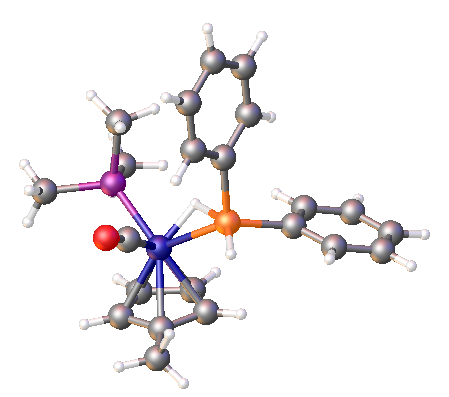
(MeC_{5}H_{4})Mn(CO)(PMe_{3})(η^{2}-H_{2}SiPh_{2}的結構，這是二苯基矽烷的σ配合物，其中一些原子的距離為Si-Mn = 325, H-Fe = 149, Si-H(Mn) = 177, Si-H_{terminal} = 135 皮米.